# Maine Coon
Maine Coon er er en semilanghårskat; den stammer oprindeligt fra New England-området i det nordøstlige USA, herunder staten Maine, som katten har sit navn fra. Den anses for at være den første katterace i USA, men dens oprindelse er uklar. Kattene var værdsat for deres evner som musefængere. 

## Eksterne links
1. ↑  Maine coon cat. Encyclopaedia Britannica. Läst 20 maj 2018.
2. ↑  Maine Coon Arkiveret 17. november 2018 hos  Wayback Machine på bearcloud.dk

- Maine Coon Klubben

| Dyr | Spire Denne artikel om dyr er en spire som bør udbygges. Du er velkommen til at hjælpe Wikipedia ved at udvide den. |